# 7.º Escuadrón de la RAF (Reino Unido)
El 7.º Escuadrón de la Real Fuerza Aérea británica utiliza helicópteros Boeing Chinook HC.2, desde la base de la RAF en Odiham, Hampshire.

## Historia

### Formación y primeros años
El 7.º Escuadrón se formó en el aeropuerto de Farnborough, el 1 de mayo de 1914 como el último escuadrón del Royal Flying Corps (RFC) formado antes de la Primera Guerra Mundial, pero se ha disuelto y reformado varias veces desde entonces; la primera reforma sucedió después de sólo tres meses de existencia, hasta el 28 de septiembre de 1914. El escuadrón pasó la mayor parte de la Primera Guerra Mundial efectuando tareas de observación e intercepción, y fue responsable de la primera interceptación de un avión enemigo sobre Gran Bretaña. Fue designado y despegó hacia Francia en abril de 1915, volando aviones R.E.5 de la Real Fábrica de Aviones para reconocimientos, y Vickers Gunbuses como escoltas de aviones de combate. El capitán John Aidan Liddell del 7.º escuadrón fue condecorado con la Cruz Victoria por sus acciones el 31 de julio de 1915, cuando continuó con su misión de reconocimiento sobre Bélgica, luego de que su avión fuera alcanzado por artillería antiaérea, el avión sufriera importantes daños y Liddell sufrierá la rotura de los huesos en uno de sus muslos. A pesar de haber salvado a su avión de las líneas enemigas, sufriría la muerte un mes después a causa de las heridas recibidas.
Posteriormente, en 1916, el escuadrón fue reequipado con aviones B.E.2 de la Real Fábrica de Aviones, los que utiliza tanto para bombardeos como para reconocimiento en la Batalla del Somme en ese año. Estos aviones fueron luego reemplazados por R.E.8 de la Real Fábrica de Aviones, en julio de 1917, continuando con sus funciones de reconocimiento por el resto de la guerra, operando sobre Ypres en el verano y otoño de 1917 y prestando apoyo a las fuerzas de Bélgica en los últimos meses de la guerra. El escuadrón fue desactivado al finalizar el año 1919.

### Hacia el Comando de Bombarderos
El escuadrón fue reactivado en la base de la RAF en Bircham Newton, el 1 de junio de 1923, con aviones Vickers Vimy, realizando tareas de bombardeos pesados nocturnos, continuando con ese rol durante todo el período entre guerras.
Comenzó recibiendo aviones bombarderos Vickers Virginia el 22 de mayo de 1924, convirtiéndose en el primer escuadrón de la RAF en utilizar este tipo de aviones. a pesar de que no disponía de las últimas de sus Vickers Vimys hasta abril de 1927. En 1927 es trasladado a la base de la RAf en Worthy Down, comandado por Charles Portal, quien más tarde se convertiría en Jefe del Estado Mayor Aéreo durante la Segunda Guerra Mundial. En 1932, Frederick Higginson, quien se convertiría en un as de la aviación en la Segunda Guerra Mundial, fue asignado como mecánico de armas en este escaudrón.El escuadrón se ganó una reputación como uno de los principales escuadrones de la RAF de bombarderos pesados, ganando el Trofeo Lawrence Minot seis veces entre 1927 y 1933, y en 1934 lo compartió con el 54.º Escuadrón, logrando un promedio de erroror de 40 yardas (37 m). En este momento, los viejos aviones Virginia eran obsoletos, y en abril de 1935 fueron reemplazados por los más modernos Handley Page Heyford, con los cuales ganó el trofeo Lorenzo Minot una vez más en 1935. Parte del escuadrón se separó en octubre de 1935 para formar el 102.º Escuadrón, mientras que el resto se trasladó a la base de la RAF en Finningley, en septiembre de 1936. En abril de 1937 el escuadrón recibió cuatro Vickers Wellesley para equipar a una flotilla, que luego se dividió de nuevo para formar el 76.º Escuadrón.
En marzo de 1938, reemplazaron a los biplanos Heyford, por aviones monoplanos Armstrong Whitworth Whitley. Y en abril de 1939, es reequipado con aviones bombarderos Handley Page Hampden, reemplazando a los Whitley. En junio de 1939 se convirtió en una unidad de entrenamiento, preparando las tripulaciones con que se equiparían a los Hampden del 5.º Grupo de la RAF.

### Segunda Guerra Mundial
En el estallido de la Segunda Guerra Mundial, continuó siendo utilizado para el entrenamiento de las tripulaciones de bombarderos, disuelto el 4 de abril de 1940 cuando se fusionó con el 76.º Escuadrón para formar la 16.º Unidad de Entrenamiento Operacional. El 1 de agosto de 1940, fue reformada, convirtiéndose en el primer escuadrón equipado con el nuevo bombardero pesado Short Stirling, el primer escuadrón de la RAF en utilizar bombarderos de cuatro motores durante la Segunda Guerra Mundial, volando los bombardeos Stirling contra los tanques de almacenamiento de petróleo cerca de Róterdam en la noche del 10/11 de febrero de 1941. Participó de los bombardeos a las ciudades de Colonia, Essen y Bremen, en mayo y junio de 1942. Fue transferido a la Pathfinder Force en octubre de 1942, con la tarea de encontrar y marcar los objetivos para la Principal Fuerza de Bombarderos del Comando de Bombarderos. Re-equipado con el Avro Lancaster el 11 de mayo de 1943, voló por primera vez con esos aviones el 12 de julio de 1943., continuando en la Pathfinder Force hasta el final de la guerra en Europa. Voló su misión como bombardero por última vez el 25 de abril de 1945 contra el Wangerooge, y dejó caer comida para la hambrienta población civil en los Países Bajos en mayo. Si bien estaba previsto que el 7.º escuadrón volara hacia el Lejano Oriente para unirse a la Tiger Force de los ataques aéreos contra Japón, la guerra terminó antes de que la escuadra se trasladara.
El escaudrón realizó 5060 misiones, en las cuales perdió 165 aviones.

### Posguerra
Después de la Segunda Guerra Mundial, el escuadrón fue equipado con bombarderos Avro Lincoln, una actualización de las Lancaster. Asentado en la base de la RAF en Upwood, el Lincoln fue, durante varios años, el bombardero principal de la línea de frente de la guerra fría. Fue utilizado en la Emergencia Malaya, el Medio Oriente, los Estados de la Tregua (los Emiratos) y el Adén. El escuadrón se disolvió el 2 de enero de 1956, para posteriormente, en diciembre de ese año, ser reactivado, con aviones Vickers Valiant, en la base de la RAF, en Honington, en Suffolk, volando en misiones como bombardero estratégico hasta una nueva disolución en 1962. En 1970, el 7.º escuadrón fue reactivado de nuevo, esta vez como un escuadrón de ataque de objetivos, volando aviones English Electric Canberra, hasta enero de 1982.

### En helicóptero
En septiembre de 1982, el escuadrón fue rápidamente reformado, con función de apoyo en helicópteros, recibiendo helicópteros Chinooks HC.1, de los cuales cinco de ellos aún continúan hoy en día operables. Los helicópteros Chinook HC.2, equivalentes al del Ejército de Estados Unidos, el CH-47D, entró en servicio en la RAF en 1993. El 7.º escuadrón participó en el despliegue de fuerzas del Reino Unido, como consecuencia de la invasión iraquó a Kuwait. 15 de los helicópteros HC.1 fueron enviados desde el 7.º y el 18.º escuadrón. El 2 de junio de 1994, un Helicóptero HC.2 (ZD576) del 7.º escuadrón, se estrelló en el Mull of Kintyre cuando transportaba 25 miembros de alto rango de las fuerzas de seguridad británicas, desde la base de la RAF Aldergrove, Belfast, a Inverness. Todos los pasajeros y los cuatro integrantes de la tripulación murieron.

### Función actual
En abril de 2001, el 7.º escuadrón de la RAF y el 657.º Escuadrón de la Army Air Corps (AAC) (‘Cuerpo Aéreo del Ejército’), pasaron a formar parte de la «Joint Special Forces Aviation Wing» (JSFAW), cuyo papel es apoyar a las Fuerzas Especiales del Reino Unido. El 651.er Escuadrón de la AAC se les unió en 2004.

### Aviones utilizados
| Desde              | Hasta              | Avión/helicóptero                         | Versión    |
| ------------------ | ------------------ | ----------------------------------------- | ---------- |
| Mayo de 1914       | Agosto de 1914     | Maurice Farman MF.7 Longhorn              |            |
| Mayo de 1914       | Agosto de 1914     | BE.8                                      |            |
| Mayo de 1914       | Agosto de 1914     | Sopwith Tabloid                           |            |
| Septiembre de 1914 | Octubre de 1914    | Farman HF.20                              |            |
| Septiembre de 1914 | Octubre de 1914    | Morane-Saulnier H                         |            |
| Septiembre de 1914 | Octubre de 1914    | Blériot XI                                |            |
| Septiembre de 1914 | Apr 1915           | Avro Type E                               |            |
| Septiembre de 1914 | Abril de 1915      | Vickers FB Gun Carrier                    |            |
| Octubre de 1914    | Septiembre de 1915 | Royal Aircraft Factory R.E.5              |            |
| Abril de 1915      | Septiembre de 1915 | Voisin LA                                 |            |
| Junio de 1915      | Junio de 1916      | Bristol Scout                             |            |
| Julio de 1915      | Febrero de 1917    | Royal Aircraft Factory B.E.2              | BE.2c      |
| Diciembre de 1915  | Diciembre de 1915  | Morane-Saulnier LA                        |            |
| Mayo de 1916       | Octubre de 1916    | Royal Aircraft Factory BE.2               | BE.2d      |
| Octubre de 1916    | Junio de 1917      | Royal Aircraft Factory BE.2               | BE.2e      |
| Diciembre de 1916  | Mayo de 1917       | Royal Aircraft Factory BE.2               | BE.2f      |
| Diciembre de 1916  | Junio de 1917      | Royal Aircraft Factory BE.2               | BE.2g      |
| Mayo de 1917       | Octubre de 1919    | Royal Aircraft Factory RE.8               |            |
| Junio de 1923      | Abril de 1927      | Vickers Vimy                              |            |
| Mayo de 1924       | Mayo de 1925       | Vickers Virginia                          | Mk.III     |
| Septiembre de 1924 | Febrero de 1927    | Vickers Virginia                          | Mk.II      |
| Septiembre de 1924 | Junio de 1925      | Vickers Virginia                          | Mk.IV      |
| Enero de 1925      | Mayo de 1926       | Vickers Virginia                          | Mk.V       |
| Junio de 1925      | Agosto de 1926     | Vickers Virginia                          | Mk.VI      |
| Mayo de 1927       | Enero de 1933      | Vickers Virginia                          | Mk.VII     |
| Septiembre de 1927 | Agosto de 1933     | Vickers Virginia                          | Mk.IX      |
| Noviembre de 1928  | Marzo de 1936      | Vickers Virginia                          | Mk.X       |
| Marzo de 1935      | Abril de 1938      | Handley Page Heyford                      | Mk.II      |
| Marzo de 1935      | Abril de 1938      | Handley Page Heyford                      | Mk.III     |
| Abril de 1937      | Abril de 1938      | Vickers Wellesley                         |            |
| Marzo de 1938      | Diciembre de 1938  | Armstrong Whitworth Whitley               | Mk.II      |
| Noviembre de 1938  | Mayo de 1939       | Armstrong Whitworth Whitley               | Mk.III     |
| Marzo de 1939      | Abril de 1940      | Avro Anson                                | Mk.I       |
| Abril de 1939      | Abril de 1943      | Handley Page Hampden                      |            |
| Agosto de 1940     | Agosto de 1943     | Short Stirling                            | Mk.I       |
| Marzo de 1943      | Agosto de 1943     | Short Stirling                            | Mk.III     |
| Marzo de 1943      | Agosto de 1945     | Avro Lancaster                            | Mks.I, III |
| Agosto de 1945     | Enero de 1950      | Avro Lancaster                            | B.1(FE)    |
| Agosto de 1949     | Diciembre de 1955  | Avro Lincoln                              | B.2        |
| Noviembre de 1956  | Septiembre de 1962 | Vickers Valiant                           | B(PR).1    |
| Enero de 1957      | Septiembre de 1962 | Vickers Valiant                           | B.1        |
| Enero de 1957      | Septiembre de 1962 | Vickers Valiant                           | B(K).1     |
| Agosto de 1961     | Mayo de 1962       | Vickers Valiant                           | B(PR)K.1   |
| Mayo de 1970       | Enero de 1982      | English Electric Canberra                 | TT.18      |
| Diciembre de 1970  | Octubre de 1975    | English Electric Canberra                 | B.2        |
| Septiembre de 1982 | Febrero de 1994    | Variante inglesa del Boeing CH-47 Chinook | HC.1       |
| Septiembre de 1993 | presente           | Variante inglesa del Boeing CH-47 Chinook | HC.2       |